# Johannes Saltzwedel
Johannes Saltzwedel (* 1962) ist ein deutscher Germanist, Journalist und Publizist.

## Leben
Saltzwedel ist der Sohn des deutschen Heimathistorikers und -publizisten Rolf Saltzwedel. Er besuchte das Katharineum zu Lübeck und studierte Germanistik, mittelalterliche Geschichte und Philosophie in Tübingen und Oxford. Nach der Promotion in Germanistik ist er seit 1991 Redakteur beim Spiegel.
Saltzwedel konzentriert sich auf die Themen Kulturgeschichte und klassische Musik. Er schreibt regelmäßig für die Heftreihen SPIEGEL Wissen und SPIEGEL Geschichte (etwa für das Heft Nr. 1, 2014: Byzanz. Das Kaiserreich am Bosporus) und ist Herausgeber mehrerer SPIEGEL/DVA-Bücher, darunter Götter, Helden, Denker. Die Ursprünge der europäischen Kultur im antiken Griechenland (2008), Das Ende des Römischen Reiches (2009), Der Dreißigjährige Krieg (2012) und Die Päpste (2013). Zuletzt erschien von ihm, in Zusammenarbeit mit Dietmar Pieper, das SPIEGEL-Buch Die Welt der Habsburger: Glanz und Tragik eines europäischen Herrscherhauses.
Saltzwedel veröffentlichte außerdem mehrere literaturgeschichtliche Studien zu Goethe und Rudolf Borchardt. Auf dem Gebiet der Geschichte der Klassischen Philologie hat er das Philologen-Lexikon von Friedrich August Eckstein überarbeitet herausgegeben, eine Bibliographie der Buchreihe Tusculum erstellt und die Mitschrift von Friedrich Wilhelm von Bissing zu einer Vorlesung von Hermann Diels über Griechische Philosophie aus dem Wintersemester 1897/98 herausgegeben.

### „Sieferle-Skandal“
Als Mitglied der Jury der Sachbücher des Monats vergab Saltzwedel über drei Monate hinweg anonym – unüblich, aber nicht regelwidrig – die maximale Zahl von Bewertungspunkten an einen einzigen Titel: Finis Germania von Rolf Peter Sieferle. Dies hatte zur Folge,  dass das Buch auf Platz 9 der Bestenliste erschien, die bis dahin regelmäßig vom NDR und der SZ veröffentlicht worden war. Daraus entstand umgehend ein Skandal, nachdem das Werk als „rechtsradikal“ bezeichnet worden war. Saltzwedel machte nach einigen Tagen, am 12. Juni 2017, den öffentlichen Spekulationen über den verantwortlichen, namentlich aber nicht bekannten Juror durch ein Bekenntnis ein Ende und verließ zugleich die Jury. SPIEGEL-Chefredakteur Klaus Brinkbäumer äußerte Unverständnis für Saltzwedels Buchempfehlung. Anstatt als SPIEGEL-Redakteur das Buch im SPIEGEL unter seinem Namen vorzustellen und damit die von ihm gewünschte kontroverse Diskussion zu eröffnen, habe er eine Verfahrenslücke ausgenutzt und die Jurykollegen hintergangen, so die Kritik des Mitjurors Herfried Münkler.
Als Folge seines Verhaltens wurde die Jury neu aufgestellt, mit teils anderen Medienpartnern, und das Verfahren erhielt andere Regeln. Ab Dezember 2017 wurden wieder Sachbücher des Monats nominiert, zeitgleich entstand eine konkurrierende Liste von monatlichen Sachbuchempfehlungen, die Sachbuch-Bestenliste.

## Schriften (Auswahl)
- Friedrich August Eckstein: Nomenclator philologorum. Teubner, Leipzig 1871 (Nachdruck Olms,  Hildesheim 1966; vollständiger, korrigierter Text, bearbeitet von Johannes Saltzwedel. Hamburg 2005, PDF).
- „Ganz und gar aus dem Leben heraus.“ Rudolf Borchardts Anthologie „Ewiger Vorrat deutscher Poesie“ als Ernstfall schöpferischer Restauration. München 2006 (Titan. Mitteilungen des Rudolf Borchardt Archivs 5).
- Götter, Helden, Denker. Die Ursprünge der europäischen Kultur im antiken Griechenland. (Hrsg.): Karen Andresen, Susanne Beyer, Georg Bönisch …, Johannes Saltzwedel, Deutsche Verlags-Anstalt 2008.
- Griechische Philosophie. Vorlesungsmitschrift aus dem Wintersemester 1897/98. (Hrsg.): Hermann Diels, Steiner Verlag, Stuttgart 2009. ISBN 978-3-515-09609-6.
- Die Tusculum-Bücher. Bibliographie. 2. Auflage. Hamburg 2013 (2005), (online) (PDF)
- Die Germanen. Geschichte und Mythos. (Hrsg.): Norbert F. Pötzl, Johannes Saltzwedel, Deutsche Verlags-Anstalt 2013.
- Die Päpste, Herrscher über den Glauben – von Petrus bis Franziskus. (Hrsg.):  Norbert F. Pötzl / Johannes Saltzwedel Deutsche Verlagsanstalt 2013, ISBN 978-3-421-04598-0.
- Die Bibel – Das mächtigste Buch der Welt., herausgegeben von Annette Großbongardt und Johannes Saltzwedel, Deutsche Verlags-Anstalt, München 2015, ISBN 978-3-421-04695-6.
- Werthers Welt. Das Jahr 1774 in Bildern, Büchern und Geschichten. Zu Klampen Verlag, Springe 2023, ISBN 978-3-86674-996-2.